# Alan Mercado
Alan Jorge Mercado Berthalet (Santa Cruz de la Sierra, 27 de julio de 1993) es un futbolista boliviano. Juega como centrocampista y su equipo actual es Independiente Petrolero de la Primera División de Bolivia.

## Trayectoria

### Oriente Petrolero
Mercado debutó con Oriente Petrolero el 1 de diciembre de 2013, en el empate 2-2 ante Nacional Potosí.

## Estadísticas

### Clubes
| Club                              | Div.          | Temporada     | Liga  | Liga  | Internacional | Internacional | Total | Total | Total |
| Club                              | Div.          | Temporada     | Part. | Goles | Part.         | Goles         | Part. | Goles |       |
| --------------------------------- | ------------- | ------------- | ----- | ----- | ------------- | ------------- | ----- | ----- | ----- |
| C. D. Oriente Petrolero · Bolivia | 1.ª           | 2013-14       | 5     | 0     | 2             | 0             | 7     | 0     |       |
| C. D. Oriente Petrolero · Bolivia | 1.ª           | 2014-15       | 23    | 1     | —             | —             | 23    | 1     |       |
| C. D. Oriente Petrolero · Bolivia | 1.ª           | 2015-16       | 15    | 3     | —             | —             | 15    | 3     |       |
| C. D. Oriente Petrolero · Bolivia | 1.ª           | 2016-17       | 16    | 2     | 2             | 0             | 18    | 2     |       |
| C. D. Oriente Petrolero · Bolivia | 1.ª           | 2018          | 22    | 2     | 3             | 0             | 25    | 2     |       |
| C. D. Oriente Petrolero · Bolivia | 1.ª           | 2019          | 8     | 0     | —             | —             | 8     | 0     |       |
| C. D. Oriente Petrolero · Bolivia | 1.ª           | 2020          | 16    | 1     | 2             | 0             | 18    | 1     |       |
| Total club                        | Total club    | Total club    | 105   | 9     | 9             | 0             | 114   | 9     |       |
| Sport Boys Warnes · Bolivia       | 1.ª           | 2016-17       | 8     | 0     | —             | —             | 8     | 0     |       |
| Total club                        | Total club    | Total club    | 8     | 0     | —             | —             | 8     | 0     |       |
| C. D. Guabirá · Bolivia           | 1.ª           | 2021          | 19    | 1     | —             | —             | 19    | 1     |       |
| Total club                        | Total club    | Total club    | 19    | 1     | —             | —             | 19    | 1     |       |
| C. D. Real Santa Cruz · Bolivia   | 1.ª           | 2022          | 16    | 1     | —             | —             | 16    | 1     |       |
| Total club                        | Total club    | Total club    | 16    | 1     | —             | —             | 16    | 1     |       |
| Total carrera                     | Total carrera | Total carrera | 148   | 11    | 9             | 0             | 157   | 11    |       |
| 1. 2.                             |               |               |       |       |               |               |       |       |       |